# Poppo
Poppo, także Bubo, Bobba (zm. 734) – król Fryzji w latach 719–734, ostatni władca Fryzji przed podbojem przez Franków.
Jako mniej zdolny dowódca od swego poprzednika, Radboda, nie zdołał uchronić Fryzji przed podbojem frankijskim, ponosząc porażkę w bitwie nad rzeką Boorne w 734, w której zginął.